# Magnètes
Les Magnètes (en grec ancien Μάγνητες / Magnètes) sont un peuple de la Grèce antique qui habitent la Magnésie en Thessalie depuis l'époque mycénienne.

## Histoire
D'après le Catalogue des femmes, leur héros éponyme est Magnès, et d'après le Catalogue des vaisseaux dans l’Iliade d'Homère, ils participent à la guerre de Troie aux côtés des Achéens, sous les ordres d’un chef nommé Prothoos. 
Autrefois établis près du fleuve Pénée et du Mont Pélion en Thessalie, ils viennent à Delphes après la guerre de Troie, selon un vœu fait de consacrer à Apollon une partie de leur butin. Ils passent en Crète, en sont chassés, et s’installent ensuite en Ionie et en Éolide, où ils combattent au service des colonies grecques, avant de s’y établir en fondant Magnésie du Méandre et Magnésie du Sipyle.